# 2002年亞洲運動會科威特代表團
2002年亞洲運動會於2002年9月29日至10月14日在韓國釜山舉行，科威特代表團拿下8面獎牌（包括2面金牌），在獎牌榜中名列第20位。